# Reginald May
Sir Reginald Seaburne May, KCB, KBE, CMG, DSO (* 10. August 1879; † 26. Oktober 1958) war ein britischer Offizier und zuletzt General der British Army, der unter anderem zwischen 1930 und 1931 Kommandeur der 49th (West Riding) Division, von 1931 bis 1934 Kommandant des Royal Military College Sandhurst sowie zwischen 1935 und 1939 Generalquartiermeister des Heeres (Quartermaster-General to the Forces) war. Er bekleidete zudem von 1942 bis 1947 das Ehrenamt als Colonel of The Royal Fusiliers (City of London Regiment).

## Leben

### Ausbildung und Verwendungen als Offizier und Zweiter Burenkrieg
Reginald Seaburne May war der älteste Sohn des Seeoffiziers und späteren Admiral of the Fleet Sir William Henry May (1849–1930) und wurde nach dem Besuch des Haileybury and Imperial Service College am 3. August 1898 als Leutnant (Second Lieutenant) in das The Royal Fusiliers (City of London Regiment) übernommen. Im Laufe seiner darauf folgenden Verwendungen wurde er am 2. August 1899 zum Oberleutnant (Lieutenant) befördert und nahm während des Zweiten Burenkrieges (1899 bis 1902) an der Schlacht von Colenso (15. Dezember 1899) und am Entsatz von Ladysmith (28. Oktober 1899 bis 27. Februar 1900) teil. Er bekam am 31. Oktober 1902 den Ehrenrang eines Hauptmanns (Honorary Captain) verliehen und wurde am 3. November 1903 formell zum Hauptmann (Captain) befördert. Für seine Verdienste während der militärischen Operationen in Südafrika wurde ihm am 4. November 1903 der Brevet-Rang eines Majors (Brevet Major) verliehen.
May wurde am 23. Januar 1905 zum Studium an das Staff College Camberley abgeordnet und war danach vom 15. Januar 1907 bis zum 29. Januar 1909 Kommandeur einer Kadettenkompanie (Company of Gentleman Cadets) am Royal Military College Sandhurst. Er selbst wurde daraufhin am 1. Juni 1909 als assistierender Militärsekretär von Generalleutnant Sir Charles Douglas, dem damaligen Oberkommandierenden des Heereskommandos Süd (Southern Command), zum Stabsdienst abgeordnet und hatte diese Funktion bis zum 8. August 1911 inne. Er selbst wurde bereits zum 1. August 1911 überplanmäßig als Hauptmann zu seinem Stammregiment The Royal Fusiliers zurückbeordert, ehe er am 24. April 1912 abermals zum Stabsdienst abgeordnet wurde. Er war vom 26. August bis zum 4. September 1913 kurzzeitig als Generalstabsoffizier Zweiten Grades (General Staff Officer, 2nd Grade) ins Kriegsministerium abgeordnet.

### Erster Weltkrieg
Nach Beginn des Ersten Weltkrieges wurde Brevet Major Reginald May am 30. November 1914 zunächst erneut Generalstabsoffizier Zweiten Grades und daraufhin bei gleichzeitiger Verleihung des zeitlich befristeten Dienstgrades eines Oberstleutnants (Temporary Lieutenant-Colonel) am 15. Februar 1915 assistierender Adjutant und Generalquartiermeister der 6. Division (6th Division). Er wurde am 1. September 1915 zum Major befördert und zudem für seine militärischen Verdienste 1916 zum Companion des Distinguished Service Order (DSO) ernannt. Im weiteren Kriegsverlauf wurde er am 5. Februar 1916 zunächst assistierender Generalquartiermeister des Heeres sowie bei gleichzeitiger Verleihung des zeitlich befristeten Dienstgrades eines Brigadegenerals (Temporary Brigadier-General) vom 24. Dezember 1916 bis zum  4. November 1917 stellvertretender Generalquartiermeister des Heeres.
Für seine Verdienste wurde May zum 1. Januar 1918 Companion des Order of St Michael and St George (CMG) und bekam des Weiteren nach Kriegsende am 31. Dezember 1918 den Brevet-Rang eines Oberst (Brevet Colonel) sowie zudem 1919 die Würde eines Companion des Order of the Bath (CB) verliehen.

### Zwischenkriegszeit
Zu Beginn der Zwischenkriegszeit wurde Reginald May nach einer neuerlichen Verwendung als stellvertretender Generalquartiermeister am 30. April 1919 zum Oberst (Colonel) befördert und fungierte daraufhin bei gleichzeitiger Verleihung des zeitlich befristeten Dienstgrades eines Generalmajors (Temporary Major-General) im Kriegsministerium vom 1. Mai 1919 bis zum 1. Mai 1923 als Direktor für Truppenbewegungen (Director of Movements). Für seine Verdienste wurde ihm am 11. Juli 1919 auch die US-amerikanische Army Distinguished Service Medal sowie am 24. Oktober 1919 das französische Croix de guerre verliehen.
Am 2. Juni 1923 wurde May als Knight Commander des Order of the British Empire (KBE) nobilitiert, wodurch er fortan den Namenszusatz „Sir“ führte. Nach Beendigung seiner Tätigkeit als Direktor für Truppenbewegungen blieb er im Kriegsministerium und war daraufhin zwischen dem 1. Juni 1923 und dem 1. Juni 1927 Direktor für Rekrutierung und Organisation (Director of Recruiting and Organization). Nach Beendigung seiner Dienstzeit als Direktor für Rekrutierung und Organisation wurde er am 1. Juni 1927 auf Halbsold (Half-pay List) gesetzt.

### Aufstieg zum General
Am 23. Mai 1929 wurde Sir Reginald May zum Generalmajor (Major-General) befördert und war bis zum 1. Dezember 1929 verantwortlicher Generalstabsoffizier für Verwaltung des Heereskommandos Nord (Northern Command). Er wurde am 9. Juni 1930 Nachfolger von Generalmajor Neville Cameron Kommandeur der 49th (West Riding) Division und behielt dieses Kommando bis zum 1. September 1931, woraufhin Generalmajor George Jackson ihn ablöste. Er selbst wiederum übernahm am 1. September 1931 von Generalmajor Eric Girdwood den Posten als Kommandant des Royal Military College Sandhurst und hatte diesen bis zu seiner Ablösung durch Generalleutnant Bertie Fisher am 1. Oktober 1934 inne, wobei er in dieser Funktion am 16. Juli 1934 auch seine Beförderung zum Generalleutnant (Lieutenant-General) erhielt. Nach Beendigung seiner Dienstzeit als Kommandant des Royal Military College Sandhurst wurde er am 1. Oktober 1934 abermals auf Halbsold gesetzt.
Zuletzt übernahm Generalleutnant Sir Reginald May im Februar 1935 als Nachfolger von General Sir Felix Ready die Funktion als Generalquartiermeister des Heeres (Quartermaster-General to the Forces). Er war damit bis zu seiner Ablösung durch General Sir Walter Venning im Februar 1935 verantwortlich für die Bewegung und Einquartierung der Truppen. In dieser Verwendung war er zugleich zwischen Februar 1935 und Februar 1939 Mitglied des Königlichen Heeresrates (His Majesty’s Army Council). Er wurde zudem am 3. Juni 1935 zum Knight Commander des Order of the Bath erhoben. sowie am 28. Oktober 1938 mit Wirkung zum 5. Dezember 1937 zum General befördert.
Am 2. Februar 1939 schied General Sir Reginald May aus dem aktiven Militärdienst und wurde in den Ruhestand versetzt (Retired-pay List). Nachdem er am 10. August 1941 die Altersgrenze für eine Wiedereinberufung erreicht hatte, wurde er von der Liste der Reserveoffiziere gestrichen. Als Nachfolger von Brigadier Reginald Howlett bekleidete er zudem von 1942 bis zu seiner Ablösung durch Generalmajor James Harter am 31. Dezember 1947 das Ehrenamt als Colonel of The Royal Fusiliers (City of London Regiment).
Reginald May war zwei Mal verheiratet. In erster Ehe heiratete er am 20. Dezember 1906 Marguerite Geraldine Ramsey Drake († 1931), Tochter von John Ramsay Drake (1853–1942), der unter anderem Bürgermeister von Hemel Hempstead war, und dessen Ehefrau Evangeline Lockhart Hughes († 1937). Aus dieser Ehe gingen drei Söhne hervor. Nach dem Tode seiner ersten Ehefrau heiratete er am 9. Juli 1932 in zweiter Ehe Jane Robertson Wilson († 1970), Tochter von Sir John Wilson of Airdrie, 1. Baronet (1843–1918), der von 1895 bis 1906 Abgeordneter des Unterhauses (House of Commons) war, und dessen zweiter Ehefrau Emma Alexandrina Binnie († 1948).